# Matthias Engelsberger
Matthias Engelsberger (* 18. Juli 1925 in Siegsdorf; † 30. Oktober 2005) war ein deutscher Politiker der CSU. Er gehörte von 1969 bis 1990 dem Deutschen Bundestag an.

## Leben
Engelsbergers politische Laufbahn begann 1956 als Gemeinderat in Siegsdorf, 1960 zog er ebenfalls mit dem Mandat der CSU in den Kreistag des Landkreises Traunstein ein. 1969 wurde er erstmals in den Deutschen Bundestag gewählt, in dem er auch in den folgenden fünf Wahlperioden stets als Direktkandidat des Wahlkreises Traunstein einzog.
Auch nach seiner Wahl in den deutschen Bundestag gehörte er bis 1984 weiterhin dem Kreis- und Gemeinderat an. In der Zeit von 1966 bis 1972 war er stellvertretender Landrat des Landkreises Traunstein.
Der Politiker war ein Interessenvertreter der mittelständischen Betriebe Bayerns. Er gehörte dem Verband der Bayerischen Säge- und Holzindustrie an und engagierte sich für den Erhalt der traditionellen Standorte holzverarbeitender Unternehmen im ländlichen Raum. Dazu zählte auch die Nutzung der Wasserkraft für die Stromerzeugung. Engelsberger war einer der Initiatoren für das Zustandekommen des Stromeinspeisungsgesetzes. Engelsberger war Ehrenpräsident des Bundesverbandes Deutscher Wasserkraftwerke (BDW) und des Bundesverbandes Erneuerbare Energie (BEE).
Sein Nachfolger als Stimmkreisabgeordneter des Wahlkreises Traunstein wurde Peter Ramsauer, ebenfalls von der CSU.
Für seine Verdienste wurde Engelsberger 1980 mit dem Bayerischen Verdienstorden geehrt. Seit 1986 war er auch Träger des Verdienstkreuzes 1. Klasse des Verdienstordens der Bundesrepublik Deutschland. 1988 erhielt er das Große Goldene Ehrenzeichen für Verdienste um die Republik Österreich. 1992 wurde ihm die Bayerische Umweltmedaille verliehen.